# Olga Meerson
Pour les articles homonymes, voir Meerson.
Olga Markova-Meerson (en russe Ольга Маркова-Меерсон), née le 5 décembre 1880 à Moscou − morte le 1er juillet 1930 à Berlin, est une peintre russe.
Olga Meerson reste surtout connue en France pour sa relation ambiguë d'élève amoureuse d'Henri Matisse et le portrait qu'elle a fait de lui à l'été 1911 à Collioure, où il lit allongé sur un divan, ce qui dénote une certaine intimité entre eux. Enfant prodige de l'École des beaux-arts de Moscou, mais n'ayant aucune confiance en elle, la « magnifique Juive russe » de Matisse a pu inspirer celui-ci pour Nymphe et satyre (1908-1909) et a posé nue pour lui, notamment pour la sculpture Grand nu accroupi (Olga) de 1909-1910. Il est possible qu'ils aient été brièvement amants. Après leur retour de Collioure à Paris, des amis communs mentionnent à Matisse la recrudescence des « idées noires » de Meerson ; le voyage des Matisse et d'Olga à Moscou se termine par une brouille, et, de plus en plus dépressive, après s'être réfugiée dans la drogue, Meerson est traitée dans la clinique bernoise du Pr Paul Charles Dubois. Lorsque Matisse coupe les ponts définitivement avec Olga et sa famille russe, elle renoue avec un ancien ami musicien, Heinz Pringsheim (en), qu'elle épouse et à qui elle donne une fille. Malgré une carrière de portraitiste appréciée, sauf d'elle-même (« Ce que je fais n'a rien à voir avec l'art »), elle se suicide par défenestration du quatrième étage de l'hôtel Adlon de Berlin.
Son autoportrait la montre dans la posture mélancolique décrite au début du XVIIe siècle par Cesare Ripa dans Della Novissima Iconologia, avec les coudes posés sur les genoux et les deux mains sous le menton.

## Galerie

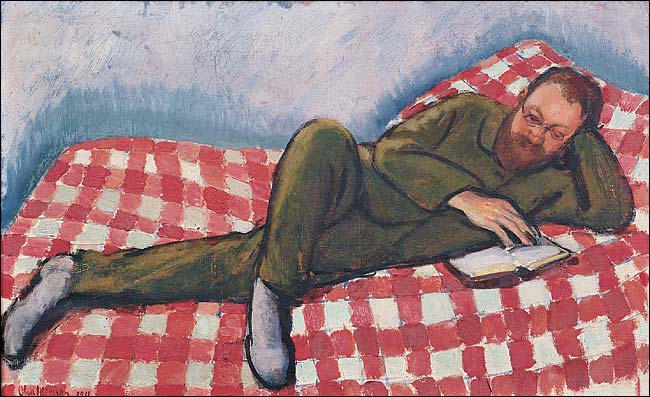
Portrait d’Henri Matisse.